# Black Caesar - Il Padrino nero
Black Caesar - Il Padrino nero (Black Caesar) è un film di genere blaxploitation del 1973 diretto da Larry Cohen.
Si tratta di un remake del film di gangster Piccolo Cesare del 1931. La colonna sonora fu prodotta da James Brown (con la collaborazione attiva di Fred Wesley). Un sequel intitolato Tommy Gibbs criminale per giustizia uscì a fine 1973.

## Trama
Tommy Gibbs è un afroamericano cresciuto nel quartiere di Harlem, a New York. Da ragazzo, viene brutalmente picchiato dal poliziotto bianco razzista McKinney che gli spezza una gamba. L'incidente lo porta sulla via del crimine. Diventato adulto, si unisce alla mafia e diventa il capo del "sindacato nero del crimine" di Harlem. Esce vincitore da una guerra tra gang con i mafiosi italiani e si mette a capo di un impero criminale, tenendo un registro con segnati tutti i nomi delle persone con le quali intrattiene rapporti di lavoro in affari illeciti, compreso quello dell'antico rivale McKinney.
Si innamora di una cantante di nome Helen e la sposa. Ma la donna non è felice dell'unione in quanto l'uomo è violento e spesso la costringe a rapporti sessuali non consenzienti. Alla fine la donna si mette in combutta con gli avversari del marito, favorendo un attentato alla vita di Tommy che seppur ferito riesce però a salvarsi. Dopo aver ucciso gli attentatori, torna nel suo ufficio per recuperare il suo prezioso registro, e lì incontra McKinney. I due hanno uno scontro e McKinney viene ucciso. Gravemente ferito, Tommy si dirige verso la sua casa natale, ma viene assalito da una gang di strada, derubato e, presumibilmente, ucciso.

## Produzione
Le sequenze girate nel quartiere di Harlem furono dirette da James Signorelli. Originariamente, Larry Cohen scrisse il film avendo in mente Sammy Davis Jr. come protagonista, ma dopo il successo di Shaft il detective, venne preferito Fred Williamson, più fisicamente somigliante al protagonista di Shaft.
Alcune delle canzoni di James Brown utilizzate nel film furono successivamente campionate da importanti musicisti rap come Das EFX, Nas, Trick Daddy, e Ice-T. Il film viene citato nella canzone Burn Hollywood Burn dei Public Enemy.

## Accoglienza
Il film ricevette critiche generalmente favorevoli alla sua uscita.